# John Osborn
John Osborn (Sioux City, 16 de mayo de 1972) es un tenor de ópera estadounidense. Está especializado en el repertorio de bel canto, de manera particular en las obras de Rossini y papeles en la Gran Ópera francesa. 

## Trayectoria
Nació en Sioux City, Iowa, y estudió música en el Simpson College . Hizo su debut profesional en The Saint of Bleecker Street en la Des Moines Metro Opera en 1993. 
Osborn en 1994 a los 21 años ganó el concurso de Audiciones del Consejo de la Opera Nacional Metropolitana. Debutó con Salome en 1996, y posteriormente interpretó a Don Ottavio en Don Giovanni y al Conde Almaviva en El Barbero de Sevilla, Goffredo en Armida, Rodrigo di Dhu en La dama del lago, y Arnold Melchtal en Guillermo Tell.
En 2007, debutó como Arnold en la ópera de Rossini GuillermoTell, con Antonio Pappano dirigiendo la Orquesta y el Coro de la Accademia Nazionale di Santa Cecilia, un papel que ha repetido desde entonces en la Royal Opera House, Londres, Theater an der Wien, Opéra de Genève Les Nations, The Metropolitan Opera, Dutch National Opera, Teatro Regio di Torino y su debut en el Carnegie Hall con el Maestro Gianandrea Noseda y el Teatro Regio di Torino (versión italiana). En 2011 apareció en el muy exigente papel principal de Raoul en la gran ópera de Meyerbeer Los hugonotes en el Teatro Real de la Moneda, Bruselas. John Osborn ha interpretado a Otello de Rossini en la Opéra de Lausanne, Suiza, el Teatro San Carlo di Napoli, Italia, y también en Viena, París, Lyon, Zúrich y Salzburgo Festspielhaus, entre otros lugares. 
Otros papeles principales en el repertorio de la ópera francesa incluyen Roméo en Roméo y Julieta en el Festival de Salzburgo y el Festival Arena di Verona, Hoffmann en "Les contes d'Hoffmann" en la Opéra de Lyon, Dutch National Opera y Teatro San Carlo di Napoli; Des Grieux en Manon en la Opéra de Lausanne, Teatro Colón Buenos Aires, y el papel principal de Benvenuto Cellini para la Ópera Nacional Holandesa y el Gran Teatre del Liceu, Opera di Roma, Italia; Príncipe Léopold en La Juive en la Opéra National de Paris Bastille, Zurich Opernhaus, Dutch National Opera y Munich Opera Festival; Werther con Oper Frankfurt am Main; y el papel principal en Fra Diavolo de Auber para la Opera di Roma .
En 2017 fue especialmente destacado su trabajo en el papel principal de Jean de Leyde en El profeta  Meyerbeer en dos producciones diferentes, una en el Théâtre du Capitole de Toulouse y la otra en el Aalto-Musiktheater Essen .

## Premios y reconocimientos
John Osborn recibió el Premio Goffredo Petrassi 2011 por sus contribuciones a la cultura italiana, Premio 2012 Aureliano Pertile en Asti, Italia, por su interpretación de Roméo en el Arena di Verona; Premio Bellini D'Oro 2014 en Catania, Sicilia, por su Elvino en La sonnambula en el Teatro Petruzzelli de Bari y Alfredo Germont en La traviata en el Arena di Verona; 2016 "Prix d'Amis" de los Amigos de la Ópera Nacional Holandesa por sus actuaciones como Cellini en Benvenuto Cellini; el Premio de la crítica italiana "Franco Abbiati" al mejor "Cantante masculino" por sus aclamadas interpretaciones como Fernand en La favorite en Teatro La Fenice, Cellini en Benvenuto Cellini en Teatro dell'opera di Roma y su Otello en Otello: ossia il moro di Venezia de Rossini en el Teatro San Carlo di Napoli en la temporada 2016; y más recientemente el italiano "Oscar della Lirica" de la Fondazione Arena di Verona en la categoría de "Mejor Tenor" 2016/17 (Ceremonia de entrega de premios en Haiku, Hainan, China). 

## Grabaciones
Las grabaciones de audio incluyen "Tributo a Gilbert Duprez" con Constantine Oberlian y la Orquesta Sinfónica de Kaunas en Delos Productions, L'amour consacré y La coppia degli acuti con esposa y soprano, Lynette Tapia, Christopher Larkin dirigiendo la Orquesta de Cámara Inglesa; Guillaume Tell (la versión francesa completa) con Antonio Pappano y la Accademia Nazionale di Santa Cecilia; y Norma en la etiqueta Decca con Cecilia Bartoli, Sumi Jo y Michele Pertusi . 
Las grabaciones de video incluyen las óperas Clari de Fromental Halévy (DVD: Decca ); Armida de Gioachino Rossini (The Met Live in HD: Decca); y I puritani de Vincenzo Bellini (DVD: Opus Arte ), Benvenuto Cellini de Hector Berlioz protagonizado por Terry Gilliam (TV), y Les contes d'Hoffmann de Jacques Offenbach protagonizado por Laurent Pelly ( Opéra de Lyon Japan Tour televisado por NHK ) .